# Bosna a Hercegovina na Letních olympijských hrách 2000
Bosnu a Hercegovinu na Letních olympijských hrách 2000 v Sydney reprezentovalo 9 sportovců z toho 7 mužů a 2 ženy. Reprezentanti nevybojovali žádnou medaili.